# Simon François (1606-1671)
Simon François dit Simon François de Tours ou Le petit François est un peintre français né à Tours en 3 décembre 1606, et mort à Paris le 22 mai 1671.

## Biographie

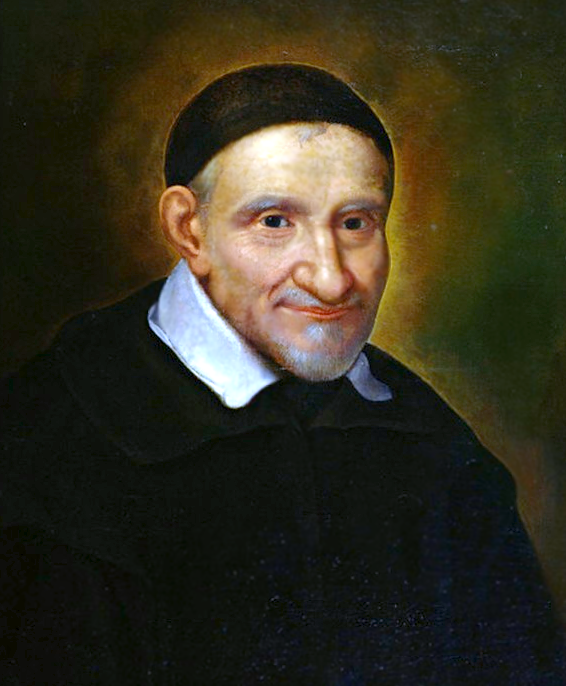
Saint-Vincent de Paul
par Simon François

Sans l'aide d'un maître, il avait fait quelques progrès dans l'art, lorsqu'il se rendit en Italie, où il étudia quelques années, entre 1627 et 1638. À Bologne, il fait la connaissance de Guido Reni, qui lui fait cadeau de son portrait, peint par lui-même. 
À son retour en France, il s'installe à Paris, où il peint le portrait du Dauphin, le futur Louis XIV, et beaucoup d'autres personnages distingués, à la grande satisfaction de la cour. Il espérait avec confiance fortune et renommée.
Il est reçu à l'Académie royale de peinture et de sculpture le 7 août 1663. Cependant, ces attentes flatteuses furent déçues, car il tomba en disgrâce et mourut dans l'obscurité à Paris en 1671. 
Il a peint des tableaux religieux pour les églises et aurait gravé une Madeleine dans une caverne et un saint Sébastien d'un bon dessin et d'une expression noble.